# Companhia Portuguesa para a Construção e Exploração de Caminhos de Ferro
La Companhia Portuguesa para a Construção e Exploração de Caminhos de Ferro, más conocida como Companhia para a Construção e Exploração de Caminhos de Ferro o Companhia do Vouga, fue una empresa portuguesa, formada a partir de la Compagnie Française pour la Construction et Exploitation des Chemins de Fer a la l'Étranger, para gestionar la Línea del Vouga y el Ramal de Aveiro, en Portugal.

## Historia

### Antecedentes
Dos albaranes, publicados el 11 de julio de 1889 y 23 de mayo de 1901, autorizaron al empresario Frederico Pereira Paja a construir y explotar, o a formar una empresa con ese fin, por un período de 99 años, una conexión ferroviaria entre la estación de Torre de Eita, en la Línea de Santa Comba Dão a Viseu y la Estación de Espinho, en la Línea del Norte, con un ramal entre Sever do Vouga y Aveiro. El proyecto, que había sido presentado al gobierno en 1897, fue aprobado el 30 de octubre de 1903, siendo el contrato provisional firmado el 25 de abril de 1904. Frederico Pereira Paja transfirió, después de haber sido autorizado por un decreto del 17 de marzo de 1906, su concesión para la Compagnie Française pour la Construction et Exploitation des Chemins de Fer a la l'Étranger, una nueva compañía cuyos estatutos fueron publicados el 29 de enero del año siguiente; el contrato definitivo con el Estado fue elaborado el 5 de febrero, pero fue modificado por la ley n.º 789, con fecha del 25 de agosto de 1917.
La construcción de la Línea del Vouga y del respectivo Ramal de Aveiro avanzó por fases, siendo estas conexiones concluidas el 5 de febrero de 1914.

### Formación

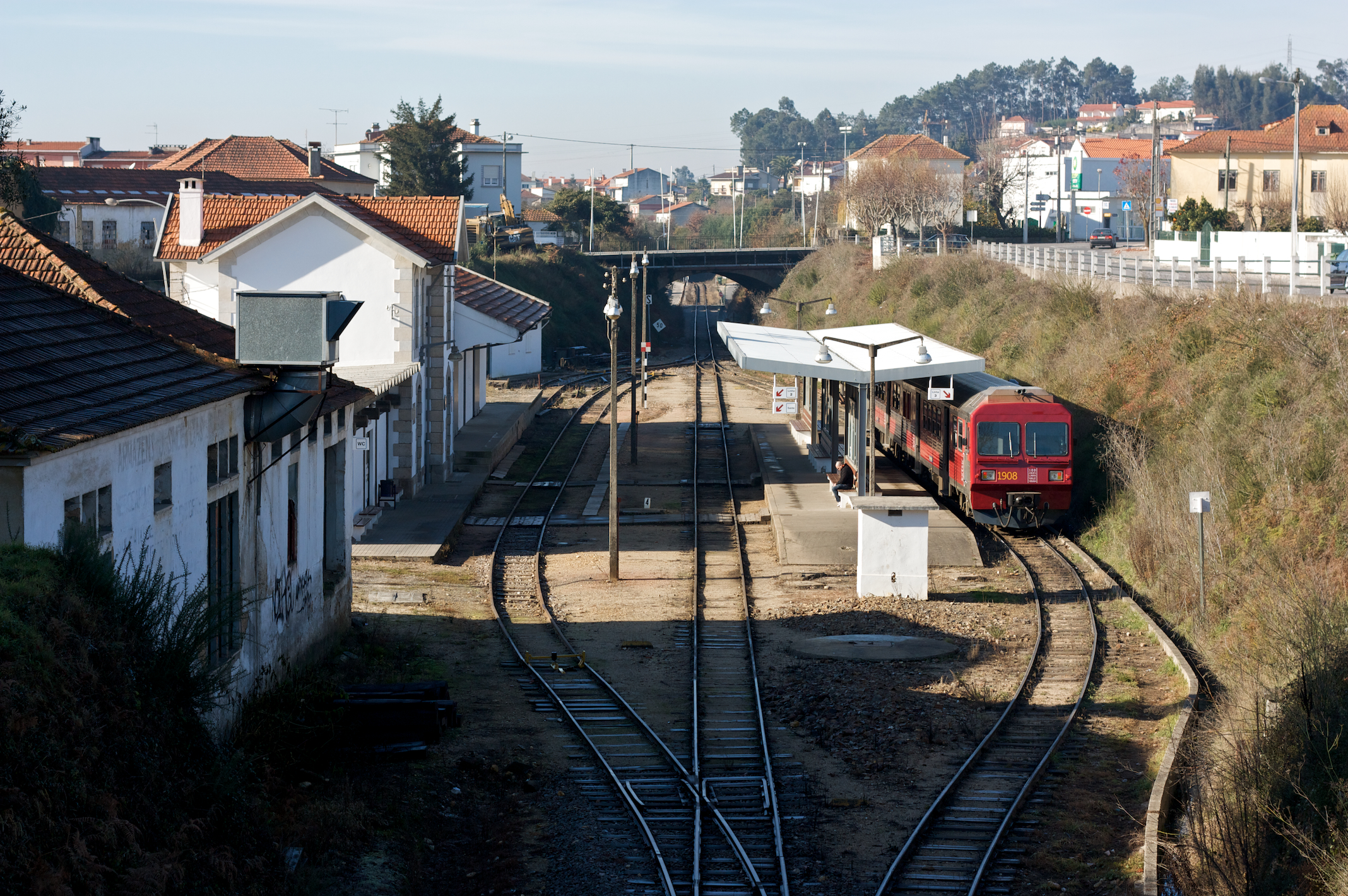
Estación de Águeda, en el Ramal de Aveiro.

En la asamblea general del 7 de julio de 1923, la Compagnie Française pour la Construction et Exploitation des Chemins de Fer a la l'Étranger decidió tornarse una empresa portuguesa, siendo publicados, el 24 de octubre, los estatutos modificados para proceder a esta transformación, y, el 1 de abril de 1924, se presentaron los nuevos estatutos, creando la Companhia Portuguesa para a Construção e Exploração de Caminhos de Ferro, como una nueva entidad; una división de la empresa francesa, que era responsable de explotar las líneas, denominada Sociedad de Explotación, también fue modificada, pasando a denominarse Sociedad Portuguesa, cuyos estatutos fueron aprobados por una ordenanza de 8 de mayo de 1926, y el proyecto de contrato con la empresa principal fue aprobado por un decreto del 24 de febrero de 1928. De forma que consolidase su nacionalización, la empresa fue autorizada, por el decreto 15509, de 26 de mayo de 1928, a emitir dos tipos de títulos, siendo uno de estos tipos para sustituir los antiguos títulos de la compañía francesa.; este documento fue modificado por el decreto n.º 17982, fechado el 18 de febrero de 1930
Un decreto del 15 de noviembre de 1926 concedió a la Compañía la continuación del Ramal de Aveiro hasta São Roque, y hasta Cantanhede, pasando por Mira, Ílhavo y Vagos.

### Extinción
La ley n.º 2008, de 7 de septiembre de 1945, ordenó que el gobierno iniciase la planificación para la unión de todas las concesiones ferroviarias en Portugal, de anchos estrecho y largo, en una sola, de forma que facilitase su gestión y eficiencia; la escritura de transferencia de esta empresa para la  Companhia dos Caminhos de Ferro Portugueses fue firmada en 1946, y, el 1 de enero de 1947, esta Compañía inició la explotación en la Línea del Vouga y en el Ramal de Aveiro.